# 丹·克雷文
丹·克雷文（1983年2月1日—）是一名納米比亞單車運動員。2008年曾獲得非洲公路單車賽冠軍，2012年代表國家參加2012年倫敦奧運的單車公路賽，最終未獲名次。